# Онайда (река)
Онайда (англ. Oneida River) — река на границе округов Осуиго и Онондага в центральной части штата Нью-Йорк. Река, длиной 29 километров протекает от озера Онайда до слияния с рекой Сенека, где эти две реки образуют реку Осуиго, впадающую в озеро Онтарио.
Река была известна племенам Онондага как Сах-эх и в колониальную эпоху имела название Онондага (англ. Onondaga River).
Река используется для судоходства и является частью Баржевого канала штата Нью-Йорк.